# Test di armi nucleari della Francia
I test di armi nucleari della Francia sono stati portati avanti tra il 13 febbraio 1960 e il 27 gennaio 1996 come parte della corsa agli armamenti nucleari e dello sviluppo della forza di dissuasione nucleare francese, detta anche force de frappe.
Secondo i conteggi ufficiali, la Francia ha condotto un totale di 210 test nucleari, di cui 50 atmosferici. I test sono stati condotti nelle aree di Reggane e In Ekker, in Algeria, e negli atolli di Mururoa e Fangataufa, nella Polinesia Francese.

## Elenco
| Serie o anni | Anni di svolgimento                     | Numero di test | Ordigni utilizzati | Ordigni di potenza sconosciuta | Test nucleari non militari | Test non-PTBT | Spettro di potenza (chilotoni) | Potenza totale (chilotoni) | Note                                                                                               |
| ------------ | --------------------------------------- | -------------- | ------------------ | ------------------------------ | -------------------------- | ------------- | ------------------------------ | -------------------------- | -------------------------------------------------------------------------------------------------- |
| Reggane      | 1960                                    | 4              | 4                  |                                |                            | 4             | Da 1 a 65                      | 78                         | Il primo test nucleare francese.                                                                   |
| In Ekker     | 1961—1966                               | 18             | 18                 |                                | 4                          | 5             | Da 0 a 127                     | 286                        | |
| 1966-1970    | 1966—1970                               | 22             | 22                 |                                |                            | 22            | Da 0 a 2.600                   | 8.044                      | |
| 1971-1974    | 1971—1974                               | 24             | 24                 |                                |                            | 24            | Da 0 a 955                     | 2.082                      | |
| 1975-1978    | 1975—1978                               | 29             | 29                 |                                |                            | 2             | Da 0 a 64                      | 259                        | |
| 1979-1980    | 1979—1980                               | 22             | 22                 |                                |                            |               | Da 0 a 112                     | 474                        | |
| 1981-1982    | 1981—1982                               | 22             | 22                 |                                |                            |               | Da 0 a 56                      | 195                        | |
| 1983-1985    | 1983—1985                               | 25             | 25                 |                                |                            |               | Da "bassa" a 80                | 537                        | |
| 1986-1988    | 1986—1988                               | 24             | 24                 |                                |                            |               | Da 2 a 103                     | 625                        | |
| 1989-1991    | 1989—1991                               | 21             | 21                 |                                |                            |               | Da 0 a 118                     | 755                        | |
| 1995-1996    | 1995—1996                               | 6              | 6                  |                                |                            |               | Da 8 a 97                      | 231                        | |
| Totale       | Dal 13 febbraio 1960 al 27 gennaio 1996 | 217            | 217                |                                | 4                          | 57            | Da 0 a 2.600                   | 13.567                     | La potenza totale è pari al 2,5% della potenza totale di tutti i test nucleari condotti nel mondo. |

1. ↑  Sono inclusi tutti i test aventi il potenziale per generare un'esplosione da fissione o fusione nucleare, inclusi i test a salve, i test falliti e le bombe disarmate incidentalmente ma che erano programmate per essere utilizzate. Non sono invece inclusi i test idronucleari e quelli subcritici e i mancati scoppi di ordigni che sono poi stati successivamente fatti esplodere con successo.
2. ↑   Numero di test che sarebbero stati condotti in violazione del Trattato sulla messa al bando parziale degli esperimenti nucleari del 1963, vale a dire gli atmosferici, gli spaziali e i subacquei. Alcuni test non militari o "a uso pacifico" sulla terraferma che sarebbero stati condotti in violazione del suddetto trattato furono contestati e infine cancellati.
3. ↑  Il termine bassa "bassa" indica valori maggiori di 0 ma inferiori a 0,5 kt.
4. ↑  Alcune potenze sono descritte come "< 20 kt"; si considera quindi nel calcolare totale la metà del valore numerico, nell'esempio sopraccitato si aggiungerebbe quindi al totale un valore di 10 kt. Il valore "potenza sconosciuta" non aggiunge nulla al totale della potenza.